# La Semaine du Son
Vous pouvez aider à l'améliorer ou bien discuter des problèmes sur sa page de discussion.
- Son texte doit être wikifié : il ne correspond pas à la mise en forme Wikipédia (style, typographie, liens internes, liens entre les wikis, etc.). (Marqué depuis novembre 2023)
- Sa typographie ne respecte pas les conventions de Wikipédia. Vous pouvez solliciter de l’aide de l’Atelier typographique. (Marqué depuis novembre 2023)
- Certaines informations de ses informations et de l'encadré à droite divergent. Date de fondation Si vous connaissez la ou les informations exactes, vous pouvez apporter des corrections dans le texte ou sur Wikidata. (Marqué depuis novembre 2023)
- Il est orphelin : moins de trois articles lui sont liés. Aidez à ajouter des liens en plaçant le code [[La Semaine du Son]] dans les articles relatifs au sujet. (Marqué depuis novembre 2023)

L’association La Semaine du Son (loi de 1901) a pour but d’initier le public et de sensibiliser tous les acteurs de la société à l’importance de la qualité de notre environnement sonore.
Depuis 2004, elle organise en France chaque année, en janvier, une semaine de manifestations selon une approche transversale: La Semaine du Son de l'Unesco.
Fondée en décembre 1998 par Christian Hugonnet, ingénieur acousticien et expert près les Tribunaux, l’association La Semaine du Son a pour but d’amener grand public et élus politiques à prendre conscience que le sonore est un élément d’équilibre personnel fondamental dans sa relation aux autres et au monde, dans ses dimensions environnementale et sociétale, médicale, économique, industrielle et culturelle. Elle considère le sonore comme une porte d’accès au monde.
La Semaine du Son a adopté, en 2014, la Charte de La Semaine du Son précisant les objectifs à atteindre dans les cinq domaines du son et les bonnes pratiques à mettre en oeuvre. Celle-ci devient officiellement résolution, puis projet de décision de l’Unesco et lui permet de s'appeler désormais «La Semaine du Son de l’UNESCO».

## Histoire de l'association
Fondée en décembre 1998 par Christian Hugonnet, ingénieur acousticien et expert près les Tribunaux, l’association La Semaine du Son (loi de 1901) a pour but d’initier le public et de sensibiliser tous les acteurs de la société à l’importance de la qualité de notre environnement sonore.
Depuis 2004, elle organise en France chaque année, en janvier, une semaine de manifestations sur cinq thèmes liés au son selon une approche transversale: santé (auditive),acoustique et environnement sonore, techniques d’enregistrement et de reproduction, relation image et son, expression musicale et pédagogie. Elle constitue un réseau national et international de professionnels de tous les secteurs du son, et favorise la vulgarisation de ce savoir jusque dans les écoles.
En 2006, La Semaine du Son a reçu un Décibel d’Or décerné par le Conseil national du bruit, instance de consultation placée sous le patronage du Ministère de l’Écologie et du Développement.
En 2009, l’association La Semaine du Son est reconnue d’intérêt général à caractère social.
L’adoption de nouveaux statuts par son assemblée générale lui permet d’accueillir des membres, membres associés, membres bienfaiteurs et membres de droit.
Le 19 février 2013, à l’initiative de l’association La Semaine du Son, est lancé le forum «Son & Société», présidé par la sénatrice Catherine Morin-Desailly, ex présidente de la commission de la Culture, de l'Éducation et de la Communication.
Par arrêté du ministre de l'éducation nationale, en date du 30 décembre 2013, l'association La Semaine du son, qui apporte son concours à l'enseignement public, est agréée par l’Education Nationale (Bulletin Officiel n°3, 16 janvier 2014).
L’association rassemble plus deux cents cinquante membres actifs, personnes physiques et morales: universités, institutions, associations, villes, médiathèques, enseignants, professionnels et entreprises des secteurs du son.
La Semaine du Son a adopté, le 3 juin 2014, la Charte de La Semaine du Son précisant les objectifs à atteindre dans les cinq domaines du son et les bonnes pratiques à mettre en œuvre. Cette charte, présentée à l’UNESCO lundi 18 janvier 2016 en présence de la Directrice générale, Irina Bokova, est devenue la résolution 39C/59 «l’importance du son dans le monde actuel, promouvoir les bonnes pratiques», présentée par la France, le Liban, l’Argentine, le Japon, la Côte d’Ivoire et adoptée mardi 31 octobre 2017 lors de la Conférence générale de l’UNESCO.
À la suite du projet de décision 207 EX/46 adopté en 2019 à l’unanimité par le Conseil exécutif de l’UNESCO, la Semaine du Son se nomme désormais «La Semaine du Son de l’UNESCO» pour être officiellement relayée dans les 195 états membres.
Depuis 2016, la soirée d’ouverture de la Semaine du Son et de nombreux événements se tiennent la 3ème semaine de janvier dans la grande salle de l’UNESCO, en présence de la Direction Générale de l’UNESCO et des délégations.

## Actions

### La Semaine du Son de l'Unesco
Chaque année, la Semaine du Son organise la Semaine du Son de l'Unesco la 3ème semaine de janvier à Paris ainsi que la dernière semaine de janvier en régions. Cette semaine est composée de nombreuses manifestations autour du sonore: concerts, conférences, tables rondes, forum des écoles de formation aux métiers supérieurs du son, concours dans les écoles, pour aborder chacun des thèmes de la Semaine du Son et refléter au mieux l'actualité de ce domaine.
Depuis 2016, la soirée d’ouverture de la Semaine du Son et de nombreux événements se tiennent dans la grande salle de l’UNESCO, en présence de la Direction Générale de l’UNESCO et des délégations.
Pour chacune des éditions de son événement phare, La Semaine du Son sollicite une ou deux personnalités emblématiques du son, de la qualité sonore ou musicale, désireuses aussi de porter ses messages et de les partager avec leur public.
Ainsi, les 21 éditions de La Semaine du Son ont été successivement parrainées par Pierre Tchernia et Maxime Leforestier, Didier Lockwood, Coline Serreau, Emilie Simon, Caroline Cartier, Raymond Depardon et Claudine Nougaret, R.Murray Schafer, Pierre Boulez, Jacques Attali, Jacques Weber, Jean-Claude Casadesus, Costa-Gavras, José van Dam et Dr Shelly Chadha, Michel Drucker, Jean-Michel Jarre, Jordi Savall et Roland Castro, Rokia Traoré, Natalie Dessay et Ibrahim Maalouf (2021), Roberto Alagna (2022), Thomas Dutronc (2023) et André Manoukian (2024).
Cet événement reçoit le soutien de plusieurs ministères, de France Télévisions et de nombreux partenaires privés. Il est relayé dans plus de 50 villes françaises ainsi qu’en Belgique et en Suisse (depuis 2011) et à d’autres périodes de l’année, dans les pays suivants: Mexique, Colombie, Argentine, Uruguay, Espagne, Venezuela, Canada, Roumanie, Arménie, Cambodge, Liban, Japon, Brésil, Grande Bretagne, Égypte, Guinée Équatorial, Tunisie, Sénégal.

### Le Prix de la Meilleure création sonore du Festival de Cannes
En mai 2017, La Semaine du Son a initié le Prix de la Meilleure Création Sonore, dans le cadre de la sélection officielle «Un Certain Regard» en accord avec le Festival de Cannes. Ce prix, créé avec le soutien du cinéaste Costa-Gavras, récompense un réalisateur pour l’excellence sonore de son film, «parce qu’elle sublime la perception artistique, sémantique et narrative du spectateur».

### Le concours Quand le Son créé l'Image
La Semaine du Son de l’UNESCO organise le Concours international «Quand le Son crée l’Image!” destinés aux établissements scolaires qui consiste en la création d’une vidéo court-métrage à partir de la bande son originale créée par un compositeur et musicien.
Ce concours a pour objectif d’inviter lycéens, collégiens et élèves du primaire et de la maternelle des établissements scolaires, à découvrir les multiples relations de l’image et du son. Il vise également à sensibiliser les élèves à la nécessité d’une écoute attentive comme déclencheur de la créativité visuelle.
En 2023, c'est l'auteur-compositeur et trompettiste de talent, Ibrahim Maalouf, qui avait composé la bande-son du concours. Pour l'édition 2024, c'est le musicien et compositeur Rone qui en est à l'origine.
Ce concours est relayé en France par le Ministère de l'Éducation Nationale et à l'international par le secteur Éducation de l'Unesco.

## La Charte de la Semaine du Son
La santé, l’environnement sonore, les techniques d’enregistrement et de diffusion sonore, la relation image et son ainsi que l’expression musicale et sonore constituent les cinq principaux secteurs d’activités concernés par la Charte de la Semaine du Son.

### 1. Santé
Les limites de la perception auditive ne sont pas extensibles en niveau, compte tenu des capacités humaines d’écoute. L’oreille ne disposant pas de paupière, l’être humain écoute sans cesse un monde qui recourt de plus en plus à la sonorisation, à l’audiovisuel et à l’écoute de proximité, à des niveaux sonores de plus en plus élevés, souvent et de manière continue.
Informer, dès la scolarisation, des risques de dégradation accélérée de l’ouïe consécutive à une écoute à fort niveau, trop longue et trop souvent répétée est primordial.
Il est aussi essentiel d'informer des conséquences dramatiques de toute altération accidentelle de l’audition, que celle-ci s’accompagne ou pas de l’acouphène ou de l’hyperacousie: isolement, dépression, difficulté ou incapacité à s’intégrer dans le monde du travail.
Connaître l’impact du bruit non désiré sur le stress, sur la pression artérielle, sur le sommeil et la concentration, fait partie des priorités de santé auditive.
La charte encourage également à réaliser systématiquement des tests auditifs chez les nouveau-nés puis tout au long de la vie. Une bonne audition et une bonne compréhension sont des conditions nécessaires à l’acquisition des apprentissages fondamentaux et à l’insertion dans le milieu familial et social.
Elle encourage le port de l’aide auditive.
Et enfin, elle demande à soutenir la recherche scientifique en matière de physiologie, de perception auditive et d’aide auditive.

### 2. L’environnement sonore
L’environnement sonore est une composante essentielle de notre équilibre car il conditionne notre comportement personnel et collectif. Limiter les nuisances sonores, concevoir des atmosphères à écouter, maîtriser l’acoustique des espaces, conforter la diversité des acteurs sonores sont les conditions aujourd’hui du mieux vivre ensemble.
Partout dans le monde, la densification des milieux et l’intensification de l’urbanisation font de l’espace sonore un sujet de préoccupation des professionnels et des citoyens acteurs de la transformation de leurs lieux de vie.
Il est important d'apprendre à écouter l’environnement afin d’en maîtriser les effets: concentration, quiétude, violence... Et de faire connaître l’échelle des niveaux sonores, à l’instar du degré Celsius pour la température.
Promouvoir les compétences en acoustique afin d’intégrer le confort sonore dans la conception et dans la construction de l’habitat individuel et collectif, et des infrastructures urbaines est essentiel.
Tout comme il l'est d'intégrer les données acoustiques et sonores dans les documents d’urbanisme (plan de déplacements, plan locaux d’urbanisation, zones calmes...).
La Semaine du Son encourage également à faire une priorité sociétale du traitement acoustique des lieux publics, notamment des écoles; à développer la réalisation de cartographies sonores des villes; à créer des observatoires sonores des territoires qui soient à la fois des lieux de mémoire et de création de l’identité sonore des paysages de demain; et à favoriser les industries innovantes dédiées à la qualité de notre environnement sonore.

### 3. Les techniques d’enregistrement et de diffusion sonore
Les techniques électroacoustiques de diffusion sonore se sont introduites dans nos vies et nous paraissent familières alors que nous en ignorons le fonctionnement et l’alchimie sonore sous-jacente. Or, des moyens d’enregistrement et de reproduction permettent de pénétrer à toute heure et en tout lieu dans l’intimité de l’individu.
La compression dite de «dynamique sonore» nous habitue à une écoute musicale et parlée sans nuance, même dans des environnements sonores bruyants. Détournée de sa vocation initiale, une trop forte compression ne laisse aucun moment de respiration à l’auditeur qui, fatigué, n’a plus la force d’exercer une écoute critique et devient malgré lui le récepteur de messages de plus en plus invasifs.
La Semaine du Son promeut donc l'intégration de l’enseignement du sonore dans les programmes scolaires, afin de sensibiliser aux sources de dégradation des sons originaux et faire savoir que le haut-parleur n’est pas en lui-même un instrument de musique.
Elle souhaite aussi sensibiliser les professionnels de l’aménagement et de la culture aux techniques d’enregistrement et de diffusion sonore et privilégier, en concert ou diffusion publique, les techniques de multidiffusion afin d’obtenir une meilleure homogénéité de restitution et de diminuer le niveau sonore global.
Elle recommande l’enregistrement et le téléchargement des musiques au plus proche de la qualité originale, ainsi qu'une dynamique sonore minimale des enregistrements respectant les nuances musicales.
Enfin, elle souhaite développer les phonothèques chargées du patrimoine sonore et les considérer comme des acteurs privilégiés de l’évolution de nos sociétés.

### 4. La relation image et son
Dans le contexte généralisé d’accès à l’audiovisuel et au multimédia, le sonore est un élément déterminant de la perception visuelle et de la qualité finale perçue. La création sonore fait partie intégrante de l’œuvre audiovisuelle et du spectacle vivant.
Il est ainsi primordial d'enseigner aux enfants que la qualité du sonore détermine la qualité du visuel; d'améliorer la qualité de restitution sonore des dispositifs multimédias personnels et collectifs; et de réguler les niveaux sonores entre tous les programmes télévisuels, radiophoniques ou cinématographiques, où le respect d’une dynamique sonore minimale doit être exigé.
La Semaine du Son encourage, sur tout le territoire, le développement des salles de cinéma dotés de confort acoustique et de moyens de multidiffusion.
Elle cherche à intégrer la qualité sonore dans tout événement sonorisé et à faire reconnaître l’apport des professionnels du son dans la création.

### 5. L’expression musicale et sonore
L’expression musicale, par la voix et par l’instrument de musique, est un facteur d’équilibre tant personnel que collectif par une écoute de soi et des autres. Les recherches scientifiques démontrent à quel point la pratique musicale contribue au développement et au maintien des performances cognitives, à tous les âges de la vie.
Elle augmente la capacité d’apprentissage et de mémorisation, et participe aussi à l’acquisition d’autres compétences, notamment chez l’enfant.
C'est donc une priorité de faire savoir que la pratique musicale est un élément de développement personnel et collectif, de rencontre et de lien social et de prendre conscience que la pratique musicale collective est un moyen de lutte contre la violence et l’exclusion.
Elle considère que la pratique musicale doit être perçue comme l’élaboration d’un référentiel acoustique et qu'il est nécessaire d'encourager et de faciliter la pratique musicale de l’école à l’université, en famille et dans la société.
La Semaine du Son souhaite donc élargir les pratiques artistiques en reconnaissant les arts sonores comme un secteur des cultures du monde; concevoir des lieux adaptés de pratique musicale collective dans toute nouvelle construction scolaire et universitaire; et développer la création sonore par le recours aux technologies et aux pédagogies innovantes.